# Хилл, Нейтан
Нейтан Хилл (англ. Nathan Hill; род. 27 декабря 1975, Сидар-Рапидс, Айова) — американский писатель, бывший репортёр. В 2016 году стал лауреатом премии Арта Зайденбаума за дебютную книгу в рамках литературной премии издания Los Angeles Times за роман «Нёкк».

## Биография
Хилл родился в 1975 году в Сидар-Рапидс, его бабушка и дедушка были фермерами, выращивавшими кукурузу, сою и крупный рогатый скот. Вырос в разных уголках Среднего Запада, потому что его отца перевели на другую работу. В детстве семья писателя постоянно переезжала, — в Иллинойс, Миссури, Оклахому и Канзас, — поскольку его отец работал в компании Kmart.
Поступил в Университет Айовы, намереваясь изучать биомедицинскую инженерию, но переключился на английский язык и журналистику, когда понял, что может посещать занятия по творческому письму. Работал репортёром в газете The Daily Iowan. Окончил университет в 1999 году.
Хилл стал репортером в издании The Gazette в Сидар-Рапидс. Спустя два года работы в Сидар-Рапидсе поступил в Университет Массачусетса-Амхерста, где получил степень магистра изящных искусств. Его первый роман потребовал обширных исследований, к которым его подготовила журналистская работа.
В двадцатые годы переехал в Нью-Йорк, чтобы завоевать место в литературном мире. После нескольких лет отказов от издательств на его рассказы он взял перерыв и стал играть в видеоигры. Потратил 10 лет на написание своего первого романа, который был опубликован в 2016 году и получил широкую известность. Проводились конкурсы на право его публикации в других странах.
Он путешествовал по всему миру, чтобы рассказать о первом романе, отрываясь от работы профессора в Университете Южной Флориды, которую он бросил.
Его второй роман, «Велнесс», был опубликован в 2023 году и получил множество отзывов критиков как сатира на современную жизнь. В сентябре 2023 года его роман «Велнесс» был выбран Опрой Уинфри в качестве подборки для её Книжного клуба.
Продолжает писать статьи для различных изданий, даже после публикации своего второго романа.

### Романы
- The Nix (Alfred A. Knopf, 2016, ISBN 978-1101946619)
- Wellness (Alfred A. Knopf, 2023, ISBN 978-0593536117)

## Личная жизнь
Хилл женат, живёт в Неаполе, штат Флорида. Его жена Дженни — музыкант Неаполитанского филармонического оркестра.